# Die Jodeladies: Absolute Partyterapi
|  | Denne artikel er oprettet af botten PalnaBot ud fra en ekstern database. Den kan derfor have sproglige fejl eller mangler. Denne skabelon kan fjernes efter kontrol af indholdet. |

Die Jodeladies: Absolute Partyterapi er en kortfilm fra 2002 instrueret af Jessica Nilsson efter manuskript af Jessica Nilsson, Die Jodeladies.

## Handling
Die Jodeladies hjælper dig at komme i partystemning med sine universelle kærlighedsange. Leg med og lær at integrere alle dele af din personlighed og bliv igen et helt menneske. Et uundværligt redskab når det ikke er nok blot at drikke mere spiritus. Et festligt hjælpemiddel for enhver livskrise.